# Ananjiw
Ananjiw (ukrainisch Ананьїв; russisch Ананьев/Ananjew, rumänisch Ananiev oder selten Nani) ist eine Stadt im Süden der Ukraine, etwa 151 Kilometer nördlich von Odessa entfernt. Sie war bis Juli 2020 das Zentrum des gleichnamigen Rajons Ananjiw und liegt am Ufer des Flusses Tylihul.
Die Stadt ist im Westen, Süden und Osten vom gleichnamigen Dorf umgeben.

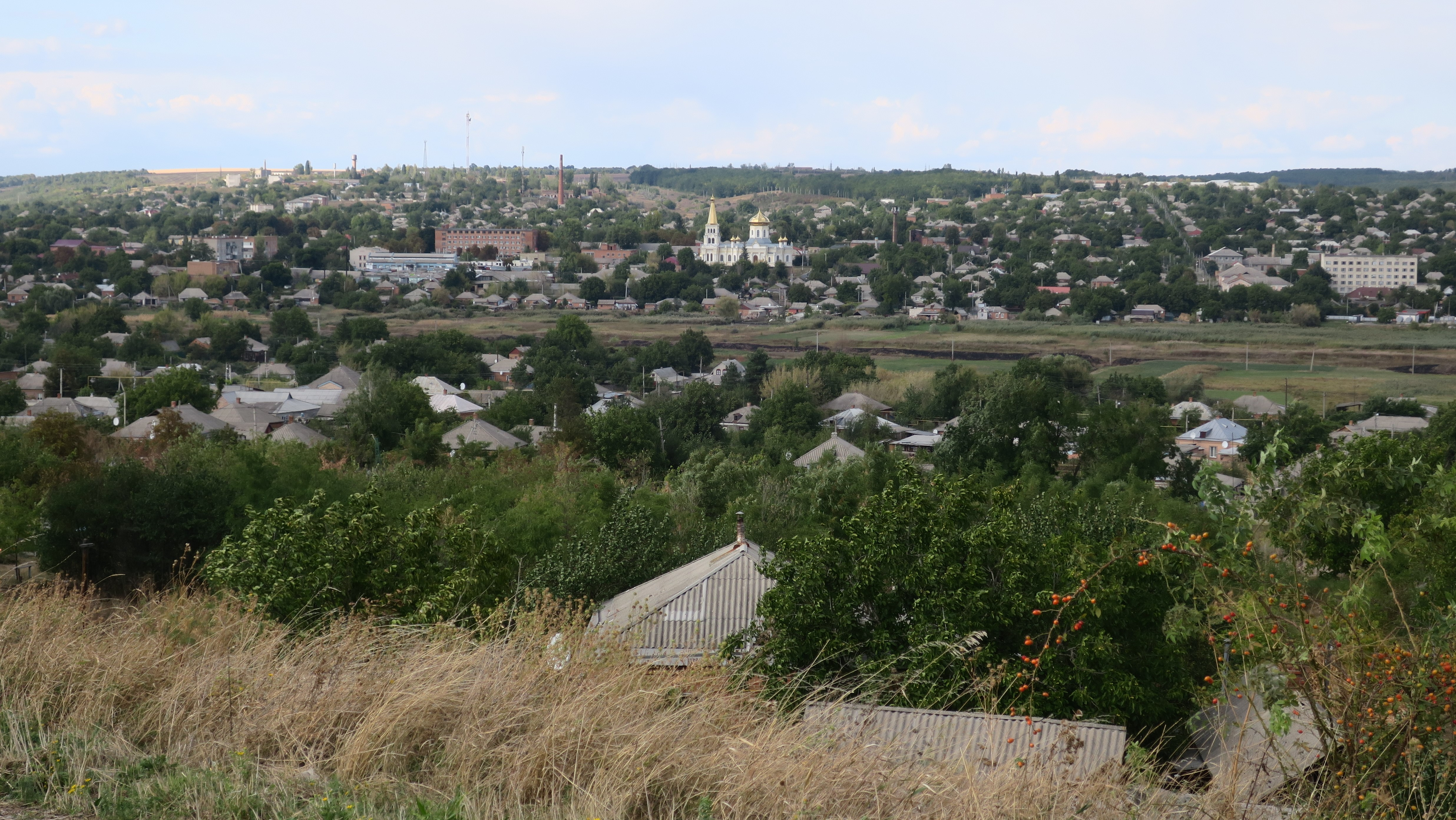
Panorama Ananjiw (2019)

## Geschichte
Der Ort wurde 1753 zum ersten Mal als eine Sloboda Anani erwähnt. 1792 kam der Ort zu Russland. 1834 wurde er in Ananjew/Ananjiw nach der biblischen Person Ananias umbenannt.
1897 zählte die Stadt 16.713 Einwohner und hatte ein Gymnasium. Im Jahr 1926 war die Einwohnerzahl auf 17.860 gewachsen.
Zwischen 1924 und 1940 war der Ort ein Teil der Moldauischen ASSR; nach deren Auflösung kam er zur Ukrainischen SSR und erhielt 1941 den Stadtstatus. Nach der Besetzung der Stadt durch die rumänische Armee im Zweiten Weltkrieg wurden am 28. August 1941 etwa 300 jüdische Einwohner, darunter auch Frauen und Kleinkinder, von der Ordnungspolizei auf dem Marktplatz zusammengetrieben und danach durch das deutsche Sonderkommando 10b unter Leitung von Alois Persterer an einem zuvor ausgehobenen Panzergraben am Stadtrand ermordet.

## Verwaltungsgliederung
Am 12. Juni 2020 wurde die Stadt zum Zentrum der neugegründeten Stadtgemeinde Ananjiw (Ананьївська міська громада/Ananjiwska miska hromada), zu dieser zählen auch noch die 29 in der untenstehenden Tabelle angeführten Dörfer, bis dahin bildete sie die gleichnamige Stadtratsgemeinde Ananjiw (Ананьївська міська рада/Ananjiwska miska rada) im Zentrum des Rajons Ananjiw.
Seit dem 17. Juli 2020 ist sie ein Teil des Rajons Podilsk.
Folgende Orte sind neben dem Hauptort Ananjiw Teil der Gemeinde:
| Name                     | Name              | Name                                  |
| ukrainisch transkribiert | ukrainisch        | russisch                              |
| ------------------------ | ----------------- | ------------------------------------- |
| Amury                    | Амури             | Амуры                                 |
| Ananjiw                  | Ананьїв           | Ананьев (Ananjew)                     |
| Bajtaly                  | Байтали           | Байталы (Baitaly)                     |
| Blahodatne               | Благодатне        | Благодатное (Blagodatnoje)            |
| Bojarka                  | Боярка            | Боярка                                |
| Bondari                  | Бондарі           | Бондари                               |
| Druscheljubiwka          | Дружелюбівка      | Дружелюбовка (Druscheljubowka)        |
| Handrabury               | Гандрабури        | Гандрабуры (Gandrabury)               |
| Kalyny                   | Калини            | Калины (Kaliny)                       |
| Kochaniwka               | Коханівка         | Кохановка (Kochanowka)                |
| Kochiwka                 | Кохівка           | Коховка (Kochowka)                    |
| Kosatsche                | Козаче            | Казачье (Kasatschje)                  |
| Mychajliwka              | Михайлівка        | Михайловка (Michajlowka)              |
| Nowodatschne             | Новодачне         | Новодачное (Nowodatschnoje)           |
| Nowoheorhijiwka          | Новогеоргіївка    | Новогеоргиевка (Nowogeorgiewka)       |
| Nowoiwaniwka             | Новоіванівка      | Новоивановка (Nowoiwanowka)           |
| Nowooleksandriwka        | Новоолександрівка | Новоалександровка (Nowoaleksandrowka) |
| Nowoseliwka              | Новоселівка       | Новосёловка (Nowosjolowka)            |
| Passyzely                | Пасицели          | Пасицелы (Passizely)                  |
| Romaniwka                | Романівка         | Романовка (Romanowka)                 |
| Schelechowe              | Шелехове          | Шелехово (Schelechowo)                |
| Scherebkowe              | Жеребкове         | Жеребково (Scherebkowo)               |
| Schewtschenkowe          | Шевченкове        | Шевченково (Schewtschenkowo)          |
| Schymkowe                | Шимкове           | Шимково (Schimkowo)                   |
| Selywaniwka              | Селиванівка       | Селивановка (Seliwanowka)             |
| Strutynka                | Струтинка         | Струтинка (Strutinka)                 |
| Totschylowe              | Точилове          | Точилово (Totschilowo)                |
| Welykobojarka            | Великобоярка      | Великобоярка (Welikobojarka)          |
| Werbowe                  | Вербове           | Вербовое (Werbowoje)                  |

## Söhne und Töchter der Stadt
- Efim Ruchlis (1925–2006), Schachkomponist
- Semjon Issaakowitsch Wolfkowitsch (1896–1980), Chemiker und Hochschullehrer